# Stenia liodesalis
Stenia liodesalis là một loài bướm đêm trong họ Crambidae.